# Jackie Moreland
Jack Wade "Jackie" Moreland (Minden, Luisiana, 11 de marzo de 1938-Nueva Orleans, Luisiana, 19 de diciembre de 1971) fue un jugador de baloncesto estadounidense que disputó 8 temporadas como profesional, 5 en la NBA y otras 3 en la ABA. Con 2,00 metros de estatura, jugaba en la posición de alero.

## Trayectoria deportiva

### Universidad
Tras haber sido una estrella del baloncesto en el instituto, en el cual anotó 5.030 puntos en tres años y medio, y promedió 26 rebotes por partido en sus dos últimas campañas, se matriculó en la Universidad de North Carolina State en 1956, donde permaneció durante un semestre, pero donde no pudo jugar competiciones oficiales debido a irregularidades en su reclutamiento. Ese año fue transferido a la Universidad de Louisiana Tech, donde jugaría con los Bulldogs sus tres últimos años de universitario. Allí conseguiría ser el primer All-American de la historia de Louisiana Tech.
En sus tres años de carrera colegial promedió 21,3 puntos y 16,54 rebotes por partido. en 1999 fue incluido en el tercer mejor quinteto del siglo XX de Louisiana Tech.

### Profesional
Fue elegido en la cuarta posición del Draft de la NBA de 1960 por Detroit Pistons, solo por detrás de Oscar Robertson, Jerry West y Darrall Imhoff. Allí jugó durante cinco temporadas, siempre saliendo desde el banquillo, con pocos minutos de juego pero bien aprovechados. Así, en su temporada rookie promedió 7,3 puntos y 4,9 rebotes en menos de 16 minutos por encuentro. La situación no cambió en los 4 años posteriores, por lo que finalizada la temporada 1964-65 de la NBA fue cortado por los Pistons.
Tras jugar en ligas menores durante dos años, en 1967 ficha por los New Orleans Buccaneers de la ABA, donde se convierte directamente en jugador titular, dicputando más de 30 minutos por partido, y promediando en su primera temporada en la liga del balón tricolor 14,6 puntos y 8,1 rebotes por noche. La temporada siguiente fue muy similar, con porcentajes parecidos, decayendo al año siguiente, en la que sería su última temporada como profesional, en la que, a pesar de seguir jugando de titular, sólo promedió 9,7 puntos y 4,8 rebotes.
En sus 8 temporadas como profesional, promedió 9,8 puntos y 5,9 rebotes por partido.

#### Estadísticas

##### Temporada regular
| Temporada | Edad | Equipo                 | Liga  | P   | TIT | MIN  | TC  | TCA  | %TC  | 3P  | 3PA | %3P  | TL  | TLA | %TL  | R.OF. | R.DEF. | REB | ASIS | ROB | TAP | PER | FP  | PTS  |
| 1960-61   | 22   | Detroit Pistons        | NBA   | 64  |     | 15.7 | 3.0 | 7.5  | .400 |     |     |      | 1.3 | 2.1 | .652 |       |        | 4.9 | 0.8  |     |     |     | 2.7 | 7.3  |
| 1961-62   | 23   | Detroit Pistons        | NBA   | 74  |     | 16.5 | 2.8 | 6.6  | .421 |     |     |      | 1.9 | 2.5 | .747 |       |        | 5.8 | 1.0  |     |     |     | 2.4 | 7.4  |
| 1962-63   | 24   | Detroit Pistons        | NBA   | 78  |     | 19.4 | 3.5 | 8.0  | .436 |     |     |      | 1.9 | 2.7 | .678 |       |        | 5.8 | 1.5  |     |     |     | 2.9 | 8.8  |
| 1963-64   | 25   | Detroit Pistons        | NBA   | 78  |     | 22.8 | 3.5 | 8.2  | .426 |     |     |      | 2.1 | 2.7 | .781 |       |        | 5.2 | 1.6  |     |     |     | 3.4 | 9.1  |
| 1964-65   | 26   | Detroit Pistons        | NBA   | 54  |     | 13.6 | 1.9 | 5.5  | .348 |     |     |      | 1.2 | 1.9 | .635 |       |        | 3.4 | 1.3  |     |     |     | 2.8 | 5.0  |
| 1967-68   | 29   | New Orleans Buccaneers | ABA   | 76  |     | 30.7 | 6.0 | 13.8 | .437 | 0.0 | 0.1 | .500 | 2.5 | 3.5 | .730 |       |        | 8.1 | 1.8  |     |     | 1.6 | 3.8 | 14.6 |
| 1968-69   | 30   | New Orleans Buccaneers | ABA   | 78  |     | 34.8 | 6.0 | 14.2 | .422 | 0.0 | 0.1 | .250 | 2.8 | 4.0 | .706 | 3.4   | 4.7    | 8.1 | 2.7  |     |     | 2.2 | 4.0 | 14.9 |
| 1969-70   | 31   | New Orleans Buccaneers | ABA   | 80  |     | 29.0 | 4.0 | 9.6  | .414 | 0.0 | 0.1 | .250 | 1.7 | 2.2 | .790 | 1.9   | 3.0    | 4.8 | 2.0  |     |     | 1.9 | 3.1 | 9.7  |
| Total     |      |                        | TOTAL | 582 |     | 23.4 | 3.9 | 9.4  | .420 | 0.0 | 0.1 | .300 | 2.0 | 2.7 | .721 | 2.6   | 3.8    | 5.9 | 1.6  |     |     | 1.9 | 3.2 | 9.8  |
|           |      |                        | NBA   | 348 |     | 18.0 | 3.0 | 7.2  | .413 |     |     |      | 1.7 | 2.4 | .709 |       |        | 5.1 | 1.2  |     |     |     | 2.9 | 7.7  |
|           |      |                        | ABA   | 234 |     | 31.5 | 5.3 | 12.5 | .425 | 0.0 | 0.1 | .300 | 2.4 | 3.2 | .734 | 2.6   | 3.8    | 7.0 | 2.2  |     |     | 1.9 | 3.6 | 13.0 |

##### Playoffs
| Temporada | Edad | Equipo                 | Liga  | P  | MIN  | TCA | TC  | 3PA | 3P | TLA | TL  | R.OF. | REB | ASIS | ROB | TAP | PER | FP  | PTS | %TC  | %3P  | %FT  | MIN  | PTS  | REB | AST |
| 1960-61   | 22   | Detroit Pistons        | NBA   | 3  | 45   | 14  | 31  |     |    | 4   | 5   |       | 18  | 3    |     |     |     | 10  | 32  | .452 |      | .800 | 15.0 | 10.7 | 6.0 | 1.0 |
| 1961-62   | 23   | Detroit Pistons        | NBA   | 7  | 96   | 17  | 33  |     |    | 4   | 7   |       | 24  | 7    |     |     |     | 22  | 38  | .515 |      | .571 | 13.7 | 5.4  | 3.4 | 1.0 |
| 1962-63   | 24   | Detroit Pistons        | NBA   | 4  | 82   | 13  | 26  |     |    | 7   | 10  |       | 20  | 6    |     |     |     | 18  | 33  | .500 |      | .700 | 20.5 | 8.3  | 5.0 | 1.5 |
| 1967-68   | 29   | New Orleans Buccaneers | ABA   | 17 | 487  | 84  | 193 | 0   | 2  | 40  | 59  |       | 114 | 43   |     |     | 27  | 74  | 208 | .435 | .000 | .678 | 28.6 | 12.2 | 6.7 | 2.5 |
| 1968-69   | 30   | New Orleans Buccaneers | ABA   | 11 | 342  | 59  | 149 | 0   | 0  | 21  | 33  |       | 79  | 27   |     |     | 19  | 49  | 139 | .396 |      | .636 | 31.1 | 12.6 | 7.2 | 2.5 |
| Total     |      |                        | TOTAL | 42 | 1052 | 187 | 432 | 0   | 2  | 76  | 114 |       | 255 | 86   |     |     | 46  | 173 | 450 | .433 | .000 | .667 | 25.0 | 10.7 | 6.1 | 2.0 |
|           |      |                        | ABA   | 28 | 829  | 143 | 342 | 0   | 2  | 61  | 92  |       | 193 | 70   |     |     | 46  | 123 | 347 | .418 | .000 | .663 | 29.6 | 12.4 | 6.9 | 2.5 |
|           |      |                        | NBA   | 14 | 223  | 44  | 90  |     |    | 15  | 22  |       | 62  | 16   |     |     |     | 50  | 103 | .489 |      | .682 | 15.9 | 7.4  | 4.4 | 1.1 |

## Vida posterior y fallecimiento
Tras dejar el baloncesto en activo, fue ingeniero civil en Nueva Orleans. sú ulitmo proyecto fue el futuro Louisiana Superdome. Pero en  agosto de 1971 comenzó a sentir molestias estomacales, siéndole diagnosticado un cáncer de páncreas, teniéndolo ya extendido al hígado y al estómago, y posteriormente a casi todo su cuerpo. Falleció el 19 de diciembre de ese mismo año.